# Space Station No.9
《Space Station No.9》﹝﹞是一部短篇科幻音乐动画，由吉卜力工作室的子公司Studio Kajino與YAMAHA MUSIC COMMUNICATIONS制作。片长约为4分44秒。

《Space Station No.9》與另兩部短篇《可攜式機場》及《飛天都市計畫》為有劇情人物相關性的動畫三部曲。

## 剧情介绍
“space station No.9”是一部科幻短篇，时间设定在2060年。剧情引用许多隐晦抽象的概念，以代表未来的不确定性和未知。短片以太空站漂浮在地球外的情形为开始，在一阵闪光中，一辆未来车向着太空站飞驶，里面坐着前篇作品《可攜式機場》裡登場的红发碧眼女生。

故事以倒叙方式表現，说明红发女生之前在服装杂志上，无意看见一位穿着妖娇的模特儿，仿佛看见自己的倒影，便决定到9号太空站的服装秀上与她见面。剧情回到飞行车上，红发女生开始驶入太空站内，到处都是超时空的建筑物和摆设，红发女生一不留神，便与另外一架未来车碰撞，并在路上失控打转。红发女生利用追踪器，看见对方涂满浓妆的脸庞，原来就是那位杂志上的模特儿。红发女生便急急追了上去，在迂回的道路追逐一阵后，红发女生到达服装秀的大厦。

之後紅髮女生运用追踪器扫描后，发现那位模特儿就站在台上，红发女生发现那位模特儿就站在台上，正准备走秀。表演当儿，那模特儿看见漂浮的追踪器，便突然坍缩成红发女生年少时的模样，便与红发女生一同逃跑。

就在倆人逃跑時，紅髮女生不小心丟下了一隻戒指、而被一名外貌清秀的青年給撿到。

之後两人在过程中融为一体，在电视荧幕上，红发女生看见摆脱华丽浓妆的自己，便乘坐未来车离开太空站。

## 製作人員
- 導演：百瀨義行
- 音樂：中田康貴
- 其他人員：

| :三好紀彥 大平晉也 大橋實 小西賢一 中島智成 內野友美 古城環 本田雄 田邊修 | :石井朋彥 糸川敬子 伊藤鄉平 米澤隆太 西尾鐵也 佐多美保 佐藤美樹 芳野滿雄 垣田由紀子 | :神村篤 高橋賢太郎 望月雄一郎 渡邊宏行 越島稔子 奧井敦 鈴木敏夫 輕部優 | :增田敏彥 橋本晉治 Anime ToRoToRo Production I.G Sony PCL T2 Studio |  |

## 抽象含义
剧情讲叙大部分现代女性，被服装潮流控制的无奈。潮流奴隶与日趋增，逐渐蜕变成社会疾病，短片便隐喻了这种危险。片尾的电视表现出那清纯青春的女生形象，代表那才是女性最美丽的时刻，而不是用名牌潮流掩饰的那种虚假面具。

## 其它
背景音乐由capsule演唱。capsule是日本的一个电音2人组合，由女歌手越岛敏子（こしじま としこ）和此動畫音樂制作人中田康貴（中田ヤスタカ）组成。

動畫音樂收錄在Capsule的專輯《NEXUS-2060》裡，而《NEXUS-2060》的專輯名稱也出現在動畫的開頭中。

## 外部連結
- （日語）百瀨義行的採訪（页面存档备份，存于）
- （日語）中田康貴的唱片公司Contemode（页面存档备份，存于）
- （日語）capsule官方網站的專輯介紹